# Boguszówka (województwo podkarpackie)
Boguszówka – wieś w Polsce położona w województwie podkarpackim, w powiecie przemyskim, w gminie Bircza}. Leży na Pogórzu Przemyskim.
W latach 1975–1998 miejscowość administracyjnie należała do województwa przemyskiego.
Boguszówka leży nad potokiem Korzenką, dopływem Stupnicy, którego doliną prowadzi droga krajowa nr 28 przebiegająca równoleżnikowo od Pogórza Śląskiego do granicy z Ukrainą.
Droga ta łączy wieś z siedzibą gminy, a odległość drogowa wynosi 3,5 km.
Wieś powstała na początku XV wieku. W 1478 roku Rafał i Jan z Humnisk, herbu Gozdawa, założyli parafię rzymskokatolicką. Parafia istniała do 1643 roku, kiedy to przeniesiono ją do Birczy. Wieś, położona w powiecie przemyskim, była własnością Andrzeja Drohojowskiego, została spustoszona w czasie najazdu tatarskiego w 1672 roku.
W 1841 roku wieś stała się własnością Kowalskich herbu Habdank. 
W II Rzeczypospolitej wieś położona w powiecie dobromilskim województwa lwowskiego. 29 listopada 1945 roku Boguszówkę spaliła sotnia UPA Wołodymyra Szczygielskiego „Burłaka” po II ataku na Birczę. Zamordowano wówczas tu 10 Polaków
W 1785 roku we wsi było 27 grekokatolików i 102 rzymskich katolików. W 2006 roku wieś liczyła 88 mieszkańców.